# Final Fantasy XIV: Stormblood
Final Fantasy XIV: Stormblood est la deuxième extension du jeu Final Fantasy XIV: A Realm Reborn, un jeu de rôle en ligne massivement multijoueur (MMORPG) développé et publié par Square Enix pour macOS, PlayStation 4 et Windows puis PlayStation 5 et Xbox Series X/S le 20 juin 2017, deux ans après la sortie de Heavensward, l'extension précédente. Comme son prédécesseur, l'extension a été réalisée et produite par Naoki Yoshida et sa bande-son a été composée par Masayoshi Soken tandis que Nobuo Uematsu a une nouvelle fois contribué à la chanson qui sert de thème principal à Stormblood. L'extension est commercialisée en tant que produit autonome à sa sortie et l'« édition complète » de Final Fantasy XIV initialement lancée avec Heavensward a été mise à jour pour inclure les deux extensions en plus du jeu originel. Afin d'apporter les améliorations nécessaires au moteur, le service du client du jeu PlayStation 3 a été interrompu lors de la période d'accès anticipé de l'extension. Une campagne de mise à niveau spéciale a permis aux joueurs concernés d'obtenir gratuitement la version PlayStation 4.
L'histoire de Stormblood marque un tournant dans le long conflit opposant Éorzéa à l'Empire de Garlemald. Le joueur mène plusieurs rébellions dans les provinces impériales d'Ala Mhigo, ancienne cité-État éorzéenne conquise il y a vingt ans, et de Doma, nation d'Extrême-Orient fière de sa tradition shinobi. Ces régions sont administrées par le fils de l'empereur, Zenos yae Galvus, dont l'oppression brutale des sujets conquis va pousser le Guerrier de la Lumière à s'opposer à lui. En parcourant cette multitude de terres asservies, le joueur va unir ses forces à celles de la Résistance mhigoise et du prince héritier déchu de Doma. En plus d'introduire de nouvelles zones, l'extension fait augmenter le niveau maximum, ajoute deux nouvelles classes de personnage, remanie le système de combat pour les classes déjà existantes et introduit un gameplay de nage.
L'extension a été très bien accueillie dès sa sortie et a été nommée au titre des « Extensions de l'année ». En août 2017, le jeu avait atteint un total cumulé de 10 millions de comptes clients. Comme à l'habitude, des patchs correctifs majeurs étaient prévus tous les trois mois après la sortie de l'extension. Le premier, The Legend Returns, est sorti le 10 octobre de la même année et son scénario, écrit par Yasumi Matsuno, fait voyager le joueur dans l'emblématique royaume d'Ivalice et introduit le mode de difficulté « Ultimate », conçu pour être le contenu le plus ardu du jeu.

## Système de jeu
Le gameplay et la structure des quêtes de Stormblood correspondent en grande partie à ceux du jeu de base. Comme dans de nombreux MMORPG, les joueurs interagissent les uns avec les autres dans un monde persistant qui répond à leurs actions. Une refonte radicale du système de combat accompagne l'augmentation du niveau maximum à 70. Trois changements majeurs ont été opérés. Tout d'abord, les capacités de combat ont été repensées pour éliminer les actions redondantes et fluidifier le déroulement du combat. Deuxièmement, un nouvel ensemble d'« actions de rôle » garantit que tous les joueurs peuvent accéder aux capacités essentielles à leur rôle en tant que tank, guérisseur ou DPS (attaquant). Enfin, toutes les classes ont obtenu une « jauge de job » qui affiche toutes les informations pertinentes pour le fonctionnement de chaque classe d'une manière visuellement plus distincte. En outre, deux nouveaux jobs ont été introduits : le samouraï, armé d'un katana, et le mage rouge, classe polyvalente, tous deux étant des DPS. Ces deux jobs possèdent leurs propres quêtes de classe qui débutent au niveau 50. Contrairement aux jobs qui avaient été introduits par Heavensward, ceux-ci sont accessibles à tout joueur pourvu qu'il ait une classe supérieure au niveau 50, quelle que soit sa progression dans la quête principale.
En plus de ses donjons et raids, Stormblood introduit un nouveau mode joueur contre joueur (PvP), les Ailes rivales. Deux équipes de 24 joueurs s'affrontent dans des jeux de guerre dirigés par des gobelins. Les points sont marqués en détruisant les bases adverses et leurs robots serviteurs. Les joueurs peuvent également invoquer et piloter des mechas géants après avoir accompli certains objectifs. Ce mode a souvent été comparé aux jeux d'arène de bataille en ligne multijoueur (MOBA).
Enfin, une zone spéciale nommée « Eurêka, la terre interdite » a fait ses débuts au cours du patch 4.2. Son gameplay est inspiré de celui des anciens MMORPG dont Final Fantasy XI. Dans Eurêka, les joueurs se servent d'une roue élémentaire pour exploiter les faiblesses des monstres ennemis et augmenter leur propre niveau élémentaire. Contrairement à ce qui existe dans les autres contenus du jeu, les joueurs peuvent perdre des points d'expérience lorsqu'ils sont vaincus voire « descendre de niveau ». Les sections ultérieures d'Eurêka permettent l'utilisation d'actions Logos, qui sont des sorts et des capacités uniques que les joueurs fabriquent à l'aide de matériaux trouvés dans la zone, culminant avec le raid à difficulté élevée de l'Arsenal de Baldesion regroupant 56 joueurs en simultané.

## Trame

### Contexte et personnages
L'intrigue de Stormblood prend place sur les trois principaux continents d'Hydaelyn, une planète fictive aux environnements variés mais semblables à ceux que l'on retrouve sur Terre, et se focalise sur les deux provinces impériales d'Ala Mhigo et de Doma. L'Empire cherche à éliminer les « primordiaux » - des êtres invoqués sous forme de divinités qui appauvrissent le sol de son énergie - mais décide pour ce faire de recourir à un expansionnisme brutal et à la persécution religieuse pour stopper les invocations. Située à la frontière orientale d'Éorzéa, région où se déroulent les intrigues des extensions précédentes, la cité-État d'Ala Mhigo régnait autrefois sur la région aride de Gyr Abania. Son pont terrestre vers les autres continents lui a conféré le rôle d'État tampon pour Éorzéa. Vingt ans avant le début de Stormblood, l'Empire a conquis Ala Mhigo lors d'un soulèvement populaire contre la monarchie. Gaius van Baelsar, le légat ayant mené l'invasion, avait l'intention de conquérir la totalité d'Éorzéa mais a échoué face à la résistance éorzéenne et draconique. Il fit alors ériger la Muraille de Baelsar le long de la frontière mhigoise, guettant la moindre opportunité de relancer son invasion. Il fonda également l'unité des Crania Lupi (« Crânes de loups »), une armée irrégulière indigène composée de jeunes mhigois qui reçoivent la citoyenneté impériale en échange de leurs loyaux services. Depuis la défaite de Gaius à la fin de A Realm Reborn, le nouvel empereur Varys zos Galvus a nommé son fils, Zenos yae Galvus, vice-gouverneur impérial de la province. La tyrannie violente et sadique exercée par Zenos contraste avec la politique égalitaire et méritocratique instaurée autrefois par Gaius. Le vice-gouverneur passe le plus clair de son temps à chercher des adversaires dignes d'un combat mortel.
Doma, en Extrême-Orient, est une ancienne conquête de Zenos. Autrefois un fier royaume martial, l'occupation impériale a banni le prince légitime Hien et totalement brisé le moral de la population. En partant pour Ala Mhigo, Zenos promeut Yotsuyu goe Brutus, une ancienne Domienne haïssant ses compatriotes, au poste de vice-gouverneur par intérim. La région de Doma est inspirée des cultures de la Chine ancienne et du Japon. La steppe d'Azim, au nord de Doma, abrite de nombreuses tribus nomades Ao Ra qui se disputent la suprématie sur les autres lors de la compétition annuelle du Naadam, inspiré du festival mongol du même nom. Hingashi, nation insulaire isolationniste, se situe à l'est de Doma, de l'autre côté de la Mer de Rubis. Seule la ville portuaire de Kugane y est ouverte au commerce extérieur tandis que le reste d'Hingashi est interdite aux étrangers, de la même manière que la ville de Nagasaki à l'époque d'Edo de l'histoire du Japon. Dans la Mer de Rubis résident des tribus Kojin semblables à des tortues ainsi que la Confédération, une bande de pirates et de douaniers. Bien que Gridania, Ishgard et Limsa Lominsa sont toujours impliquées dans le scénario du jeu, seule la cité d'Ul'dah joue un rôle majeur dans Stormblood en raison du statut de réfugié mhigois de Raubahn Aldynn, capitaine général des Immortels.
Juste avant le début de Stormblood, une faction de la Résistance mhigoise part à l'assaut de la Muraille de Baelsar sous fausse bannière en portant les uniformes de l'Alliance éorzéenne dans l'espoir de déclencher un nouveau conflit. Le personnage du joueur, surnommé le Guerrier de la Lumière après avoir vaincu Gaius, et ses alliés, les Héritiers de la Septième Aube, parviennent à rétablir l'ordre au prix du sacrifice d'un des leurs, Papalymo. Sa compagne de voyage, une orpheline mhigoise nommée Lyse qui s'était faite passer pour sa sœur aînée Yda, reprend espoir et décide d'honorer la mémoire de sa défunte sœur en libérant Ala Mhigo de l'occupation garlemaldaise. En plus du GdL, elle sera rejointe dans son aventure par les jumeaux Alphinaud et Alisaie ainsi que par la trésorière des Héritiers, Tataru. L'Alliance capture ainsi la Muraille de Baelsar et la refortifie afin de parer aux représailles impériales. Pendant ce temps, Gosetsu, l'un des serviteurs de Hien, vient rappeler Yugiri et les autres réfugiés domiens valides pour se battre. L'Alliance entre en contact avec la principale force de Résistance de l'autre côté de la Muraille, dirigée par Conrad et son lieutenant M'naago tandis que Zenos va s'efforcer d'écraser la rébellion avec l'aide de la cheffe des Crania Lupi, Fordola.

### Histoire
Stormblood s'ouvre par la décision des dirigeants de l'Alliance éorzéenne, se montrant compatissants, de venir en aide à Ala Mhigo. Raubahn envoie donc le GdL, Lyse et les Héritiers à la rencontre de la Résistance mhigoise pour leur faire part de la volonté de l'Alliance de les aider. Conrad, chef majeur de la Résistance, accepte volontiers leur aide. Cependant, Fordola rem Lupus, une mhigoise loyale envers Garlemald, arrive et dévaste le quartier général de la Résistance lors d'une attaque surprise. Le prince garlemaldais Zenos yae Galvus ne tarde pas à les rejoindre et défait le GdL avec une facilité déconcertante. Peu impressionné, il se retire, permettant aux survivants de réparer les dégâts. Constatant leur incapacité à affronter les Garlemaldais de front, les Héritiers prennent la décision à la suggestion d'Alphinaud de fomenter une révolution à Doma, une autre province impériale conquise par Zenos et actuellement gouvernée par la cruelle Yotsuyu goe Brutus, afin de diviser les forces impériales.
Le groupe navigue alors vers l'Extrême-Orient. À Kugane, ils retrouvent Gosetsu, qui traverse la Mer de Rubis avec le soutien des Kojin verts. Ils convainquent également la Confédération de chasser l'Empire de ses eaux en rompant son contact avec les mercenaires Kojin rouges et en affrontant leur primordial, Susano. Ils arrivent ensuite à Doma pour rejoindre Yugiri, qui s'est vu confier par le prince Hien la mission de mesurer la volonté des Domiens : s'ils désirent la liberté, il reviendra d'exil pour gouverner ; sinon, il se rendra à Garlemald et capitulera afin de soulager leurs souffrances. Alors que Zenos se trouve à Doma pour une inspection, le GdL tente de l'assassiner mais est une nouvelle fois vaincu par le prince garlemaldais. Ce dernier, intrigué par le protagoniste, décide de l'épargner, en quête d'un futur conflit plus intense. Les villageois précédemment secourus par Yugiri se rallient à la révolte et chassent la suite impériale.
Les Héritiers se rendent à la recherche de Hien dans la steppe d'Azim. Il vit désormais parmi les Mol, qui l'ont soigné après une précédente rébellion qui a échoué. Prévoyant de remportant le prochain Naadam pour le compte de ses hôtes, il espère diriger tous les guerriers de la steppe pour renforcer son armée. Après avoir remporté avec succès les diverses épreuves d'initiations de la steppe, Hien et les Héritiers reçoivent la bénédiction des Mol pour participer. Le GdL assure la victoire des Mol et les guerriers de la steppe se rallient avec enthousiasme à la cause de Hien. De retour à Doma, Alphinaud présente à Hien la nouvelle Coalition orientale : la Confédération, Doma, la tribu des Kojin verts et, désormais, les tribus de la steppe d'Azim. Ensemble, ils mènent un assaut sur le château de Doma, où ils vainquent les forces de Yotsuyu. Refusant d'accepter sa défaite, cette dernière fait s'effondrer le toit du château sur leurs têtes pour emporter ses ennemis dans la tombe mais Gosetsu le maintient de toute sa force pour permettre aux autres de s'enfuir ; laissant Yotusyu et lui seuls parmi les décombres. Hien récupère son royaume et s'engage naturellement à venir en aide à Ala Mhigo pour son indépendance.
En revenant vers l'ouest, la nouvelle de la libération de Doma se répand ; de nombreuses provinces impériales entrent en rébellion ouverte, mettant à rude épreuve les forces garlemaldaises. La diaspora mhigoise et les détenus libérés des camps de travail forcé grossissent encore plus les rangs de la Résistance. Raubahn et Conrad prennent l'avantage, s'emparant d'un pont stratégique sur la route d'Ala Mhigo, ouvrant ainsi l'accès au reste de Gyr Abania. De leur côté, le GdL et Lyse vainquent la primordiale Lakshmi pour dégager la voie. Lors d'une nouvelle bataille, Fordola envoie des tirs d'artillerie contre une tour de guet garlemaldaise sur ordre de Zenos, faisant de nombreuses victimes dans les deux camps, parmi lesquelles figurent ses propres amis ainsi que Conrad, qui succombe de ses blessures peu après le drame. Ses derniers mots sont une requête adressée à Lyse : lui succéder comme chef de la Résistance.
L'armée insurgée pénètre dans la région des Lacs, au plus près de la capitale, où ils construisent une base opérationnelle avancée. Les Héritiers infiltrent un repaire impérial pour secourir leur camarade Krile, sur laquelle les scientifiques garlemaldais avaient conduit des expériences pour recréer son pouvoir de l'Écho. Grâce à leurs études, Fordola devient leur prototype du pouvoir de « Résonnant » tandis que Zenos en reçoit la version perfectionnée. Les Héritiers capturent alors Fordola par la ruse, dévoilant les failles de son nouveau pouvoir. Avec le soutien de l'armée de Hien, l'Alliance éorzéenne prend d'assaut la capitale. Le GdL y affronte Zenos pour la troisième fois, parvenant enfin à le maîtriser. Ce dernier se retire, poursuivi par le GdL à qui il dévoile que le primordial Shinryu est toujours en vie alors qu'il avait été capturé par Oméga au-dessus de la Muraille de Baelsar. En utilisant ses pouvoirs de Résonnant, Zenos fusionne avec Shinryu et affronte une dernière fois le guerrier. À sa défaite, les yeux de Shinryu et de Nidhogg sont éjectés de la carcasse du dragon primordial ; Zenos se suicide, parachevant la libération d'Ala Mhigo, tandis qu'Estinien arrive plus tard et détruit personnellement les deux yeux de dragons. Lors des scènes post-crédits, Lyse annonce quitter les Héritiers de la Septième Aube pour se concentrer sur la reconstruction d'Ala Mhigo ; l'empereur Varys (le père de Zenos) reçoit la visite d'Elidibus ; Gosetsu et Yotsuyu se révèlent avoir survécu à l'effondrement du château de Doma.

#### Reconstruire deux nations
Lyse organise une conférence réunissant tous les dirigeants locaux et tribaux. La cheffe des Anantas en profite pour y invoquer sa primordiale, Lakshmi, poussant Lyse à requérir l'aide de la résonnante Fordola. Ensemble, le GdL et elle vainquent Lakshmi, permettant à la conférence de reprendre son cours et de mettre sur pied un projet de république parlementaire pour Ala Mhigo. Dans le même temps, la sultane Nanamo poursuit l'œuvre de rapatriement des réfugiés mhigois en réhabilitant la Salaisonnerie afin de générer des emplois et des ressources précieuses pour la reconstruction. Après un adieu émouvant, elle persuade Raubahn de retourner dans son pays natal et promeut son fils Pipin au rang de capitaine général des Immortels.
Le GdL et Yugiri retrouvent Gosetsu accompagné d'une Yotsuyu devenue amnésique. Hien, à la demande de Gosetsu, ne condamne pas Yotsuyu pour ses crimes en raison de son incapacité mentale. Cependant, l'arrivée du demi-frère de cette dernière en tant qu'ambassadeur de Garlemald, Asahi sas Brutus, complique la donne. Affirmant représenter les intérêts du parti réformiste des Populares, opposé à l'expansionnisme garlemaldais, Asahi propose un échange de prisonniers : des conscrits domiens contre des prisonniers de guerre garlemaldais, dont Yotsuyu. Sa seule exigence est que Doma empêche toute invocation de primordial sur son territoire. Hien accepte volontiers les termes de l'accord mais nie le statut de citoyenne garlemaldaise à Yotsuyu en raison de son état : si elle recouvre la mémoire, elle pourra faire partie de l'échange, autrement elle devra rester à Doma. Asahi revient plus tard avec les conscrits et accompagné de ses parents ; le choc de les revoir ravive les souvenirs de l'enfance malheureuse de Yotsuyu, qui a été maltraitée et contrainte de se prostituer. Armée par son frère, elle les assassine tous deux et retourne auprès de lui, qui la manipule pour qu'elle invoque la primordiale Tsukuyomi lors de l'échange entre les deux partis, rompant ainsi le traité qui avait été conclu. Le GdL la vainc, mais alors qu'elle rend son dernier souffle, elle obtient sa vengeance en tuant Asahi.
Par la suite, le GdL apprend par la bouche de Maxima quo Priscus qu'Asahi a agi sur ordre de Zenos, qui a mystérieusement survécu à son suicide, dans le but de discréditer les Populares et promouvoir la faction belliciste des Optimates. Maxima, ancien lieutenant d'Asahi et membre loyal des Populares, promet de porter fidèlement le traité de paix domien à la capitale impériale. Alphinaud se joint à lui afin d'en apprendre plus sur la politique garlemaldaise. La garde personnelle de Zenos abat leur dirigeable en plein vol mais un garlemaldais qui s'identifie comme un Chasseur d'ombre les sauve de justesse. Les autres Héritiers se rendent à la tombe de Zenos pour découvrir qu'elle est vide et soupçonnent un Ascien d'avoir pris possession de son cadavre. Les dirigeants de l'Alliance éorzéenne se réunissent à Ala Mhigo pour inviter la cité nouvellement indépendante à se joindre à leur pacte et débattre de la marche à suivre concernant l'Empire. Une perturbation psychique affecte les Héritiers alors qu'une voix cherchant « à ouvrir un portail » fait tomber Thancred puis Y'shtola et Urianger dans un profond coma. À Garlemald, un Solus zos Galvus ressuscité, en réalité un Ascien, rappelle à son petit-fils l'empereur Varys qu'il a fondé l'Empire « uniquement pour semer les graines du chaos ».
Maxima et les Populares qui l'accompagnaient trouvent refuge à Ala Mhigo. Alphinaud est resté auprès du Chasseur d'ombre afin d'enquêter sur les agissements des Asciens tandis que l'Empire se mobilise déjà pour reprendre Ala Mhigo. Pendant ce temps, Hien rassemble une nouvelle Coalition orientale regroupant Doma, les tribus locales, les guerriers de la steppe d'Azim, la Confédération et les rebelles des provinces voisines toujours sous le joug garlemaldais. Ils exploitent ensemble une ancestrale technologie allagoise afin d'ériger une barrière énergétique massive les protégeant des assauts aériens de Garlemald, ce qui va bloquer le vaisseau du Chasseur d'ombre. Celui-ci porte dans ses bras Alphinaud, qui est également tombé dans le coma. Le GdL identifie directement le Chasseur d'ombre comme étant Gaius Baelsar, qui a visiblement survécu à la destruction de l'Ultima Arma. Il a abandonné son titre impérial de prestige (d'où la perte de la particule "van" dans son nom) et voue depuis son existence à la traque des Asciens. Il révèle alors au joueur que l'Empereur a commencé à produire une nouvelle arme chimique, la Rose noire, et qu'il a même déjà commencé à  l'utiliser dans les provinces annexées en guise de test sous les ordres d'Elidibus sous l'apparence de Zenos. Voulant en apprendre davantage au sujet des Asciens, le GdL interroge Gaius qui lui répond alors que depuis la mort de Lahabrea, les Asciens ne comptent plus que deux meneurs : Elidibus et l'énigmatique Emet-Selch. Gaius repart pour Garlemald afin d'empêcher la production de Rose noire tandis que Hien prend la route d'Ala Mhigo aux côtés du GdL pour rejoindre les dirigeants de l'Alliance éorzéenne dans leurs pourparlers avec Varys avant qu'il ne relance son offensive sur Éorzéa.
Varys révèle à l'Alliance que les Asciens ont créé l'Empire pour semer la discorde et provoquer les Calamités, leur expliquant que leur but ultime est de réunifier les fragments de leur planète ; chaque Fléau fusionnant un reflet avec le monde primitif. Il leur propose alors une alliance : permettre aux Calamités de se poursuivre jusqu'à ce que les âmes réunies de l'humanité soient suffisamment puissantes pour confronter directement les Asciens. Surprise, l'Alliance décline cette proposition à l'unanimité et la guerre reprend son cours. Alisaie tombe à son tour dans le coma peu après une première offensive réussie. Le GdL parvient à repousser Elidibus mais succombe presque à une nouvelle perturbation psychique comme ses camarades, laissant la guerre se poursuivre sans lui. La voix dans son esprit lui a donné un ordre : chercher un portail dans la Tour de Cristal pour éviter un avenir ruineux. Pendant ce temps, le véritable Zenos, qui avait trompé la mort en utilisant le pouvoir de l'Écho artificiellement recréé qu'il porte en lui, se dirige vers Garlemald pour récupérer son corps d'origine.

## Développement
La planification de Stormblood a commencé bien plus d'un an avant son annonce officielle, impliquant une « mise en retrait » du producteur et réalisateur Naoki Yoshida ainsi que des principaux scénaristes pour développer la suite de l'intrigue. La totalité de l'équipe de développement du jeu s'en est impliquée à partir d'octobre 2016 et atteignait plus de 250 membres. Le processus de développement d'une extension consiste à exposer en détail la progression de la quête principale et à catégoriser ces éléments afin que les développeurs ne mêlent pas le contenu du patch en cours et celui de l'extension future qui étaient créés simultanément. Yoshida a souligné dans sa philosophie de conception qu'une extension d'un MMORPG devait proposer autant de contenu que le jeu de base. Après avoir exploré les cieux lors de l'extension précédente, Heavensward, Yoshida voulait faire de la mer l'un des thèmes principaux de l'extension à venir et y a inclus un gameplay de natation,. Pour ce qui est des environnements, Yoshida estimait que faire se dérouler l'extension exclusivement à Ala Mhigo serait trop prévisible en raison de l'orientation des dernières quêtes d'histoire du jeu et a donc insisté pour inclure une nouvelle région afin de surprendre les joueurs. L'équipe artistique a délibérément créé un contraste entre les différentes esthétiques japonaises pour les zones de Doma et Hingashi, plutôt que de simplement reproduire le Japon d'Edo de l'imagination populaire. L'extension a été annoncée lors du Final Fantasy XIV Fan Festival 2016 qui a eu lieu en octobre de cette année à Las Vegas. D'autres détails sur l'extension ont été dévoilés lors des événements communautaires de Tokyo et de Francfort, notamment la date de sortie, les nouveaux jobs, les nouvelles zones et les raids,.
Les objets « contes d'aventure de jobs et de l'épopée » (story skip et level boost) ont été commercialisés sur la boutique du jeu le jour du lancement de la nouvelle extension. Ils ont été implémentés en réponse aux plaintes concernant la longue quête histoire qui pouvait être intimidante et inhibitrice pour les nouveaux joueurs. Yoshida a expliqué que leur prix avait été délibérément fixé pour être aussi cher que le jeu lui-même afin de décourager les joueurs de les utiliser trop librement, incitant plutôt les joueurs du jeu potentiels à découvrir son histoire depuis le départ. Les développeurs ont répondu aux critiques du système PvP en le remaniant radicalement dans Stormblood. Tous les jobs ont gagné des actions PvP dédiées qui sont équilibrées séparément du reste du jeu. Les changements visaient à réduire le nombre d'actions pour produire une expérience plus fluide. Ils sont également conçus pour soutenir une scène de tournoi PvP potentielle, y compris la série « Feast Regional Championship » qui s'est tenue dans le cadre du Final Fantasy XIV Fan Festival 2018,.
Yoshida a fait appel à Yasumi Matsuno, directeur de Final Fantasy Tactics et d'autres jeux se déroulant à Ivalice, en tant que collaborateur invité pour travailler sur la série de raids à 24 joueurs de l'extension. Yoshida a rencontré Matsuno, joueur passionné de Final Fantasy XIV, lors d'un dîner professionnel et a été surpris par sa demande d'être autorisé à être scénariste pour le jeu,. Matsuno a alors été autorisé à écrire le scénario des raids « Retour à Ivalice », qui impliquent la découverte des ruines de l'ancienne civilisation ivalicienne et la révélation de la vérité au sujet de l'histoire des Braves du Zodiaque, inspirée de la fable du même nom dans Final Fantasy Tactics. Il a tout de même fait un effort pour intégrer l'histoire dans le cadre existant de FFXIV et s'assurer que les joueurs qui n'étaient pas familiers avec Ivalice puissent également en profiter. Lorsque Matsuno a vu à quel point l'équipe de développement était enthousiaste à propos de la première partie du raid, il s'est proposé de continuer la rédaction de l'histoire et la conception des parties ultérieures. Keita Amemiya, créateur et concepteur de personnages de Garo, a été invité à contribuer à la conception des boss pour ces raids,. En retour, des armures et des armes de Garo ont été ajoutées au jeu dans le cadre d'un événement collaboratif.
Stormblood propose également des crossovers avec Monster Hunter: World et Final Fantasy XV. La première collaboration été prévue dès le développement de A Realm Reborn en 2011. Lorsque Yoshida a accepté le poste de producteur et de directeur des efforts de redéveloppement, son ami et producteur de la série Monster Hunter Ryozo Tsujimoto a essayé de le mettre en garde contre le projet, craignant pour sa trajectoire de carrière. Lorsque Yoshida a persisté, Tsujimoto a proposé l'aide de Capcom et de Monster Hunter pour promouvoir son jeu. Yoshida a refusé, souhaitant que Final Fantasy XIV rencontre le succès par ses propres mérites. Se souvenant de ce geste, Yoshida et Tsujimoto se sont réunis à nouveau pendant le développement de Monster Hunter: World pour enfin concrétiser la suggestion de ce dernier d'une collaboration entre leurs deux titres Celle-ci consiste en un combat de boss contre Rathalos dans Stormblood et une chasse au Bémémoth dans Monster Hunter: World,. La collaboration avec Final Fantasy XV a également été longue à mettre en place. À l'approche de sa sortie en 2016, le réalisateur de Final Fantasy XV, Hajime Tabata, et Yoshida ont discuté de leur collaboration, mais ont souhaité attendre le bon moment dans leurs calendriers de contenu respectifs. Dans les événements des deux jeux, les joueurs combattent la version de Garuda de l'autre titre pour gagner de nouvelles tenues et montures.
La prise en charge de la PlayStation 3 (PS3) a pris fin en même temps que la sortie de Stormblood. Ce changement a permis aux développeurs d'augmenter la vitesse de chargement des personnages non-joueurs, car la PS3 avait une capacité d'entrée-sortie limitée, et des déplacements plus rapides à dos de monture. Une campagne de mise à niveau spéciale a permis aux joueurs PS3 concernés d'obtenir gratuitement la version PlayStation 4. Stormblood met également à jour le jeu pour la compatibilité avec la PlayStation 4 Pro. Deux modes sont disponibles, l'un axé sur la fréquence d'images et les performances du jeu et l'autre sur la résolution graphique. Une application compagnon pour téléphones mobiles a été lancée en août 2018. Elle permet aux joueurs de discuter avec des amis, de planifier des événements, de gérer son inventaire et de vendre des objets à l'aide du tableau des ventes du jeu.

### Patchs
L'équipe de développement planifie la sortie d'un patch majeur environ tous les trois mois. Chacun de ces correctifs de contenu gratuit comprend la suite du scénario principal ainsi que de nouveaux raids, fonctionnalités, défis et donjons. Avec Stormblood, Yoshida a réaffecté des ressources pour faciliter le développement de nouveaux types de contenu (par exemple Eurêka, les raids ultimate) en réduisant le nombre de donjons ajoutés dans les patchs. Comme pour les extensions précédentes, Square Enix a publié cinq patchs majeurs pour Stormblood au cours de son cycle de contenu de deux ans.
| Mise à jour | Titre               | Date de sortie    | Notes |
| ----------- | ------------------- | ----------------- | --- |
| 4.0         | Stormblood          | 20 juin 2017      | Le contenu hebdomadaire limité n'était pas encore mis à disposition au lancement de l'extension afin de permettre aux joueurs de progresser dans l'histoire à leur rythme. Le raid Oméga: Deltastice est introduit deux semaines après le lancement de l'extension avec un mode Sadique encore deux semaines après. Dans ce raid, Cid et Nero découvrent qu'Oméga est en réalité un extraterrestre biomécanique ayant le pouvoir d'altérer la réalité. Après son affrontement avec Shinryu, Oméga a créé une micro-dimension dans laquelle il organise un tournoi opposant les créatures les plus puissantes qu'il a pu observer sur cette planète. Il fait se défier en duel toutes ces formes de vie synthétiques qu'il a recréées parmi lesquelles figure Exdeath. Le GdL doit prendre part à ce tournoi pour avoir une chance d'affronter Oméga, qui représente alors une menace existentielle pour la planète. Un petit chocobo nommé Alpha, considéré par Oméga comme une expérience ratée, va assister le groupe dans cette aventure. |
| 4.1         | The Legend Returns  | 10 octobre 2017   | Ce patch introduit la série de raids à 24 joueurs « Retour à Ivalice ». Les joueurs y ont l'occasion de se rendre dans la cité royale de Rabanastre à la recherche de Jenomis, un dramaturge garlemaldais qui a disparu. Ses enfants, Ramza et Alma, portent les noms des personnages de l'histoire des Braves du Zodiaque, une fable sur la civilisation disparue d'Ivalice. Sous la ville, ils découvrent les ruines d'Ivalice et retrouvent Jenomis, qui a été enlevé par un chasseur de primes nommé Ba'Gamnan. Ce dernier exige en guise de rançon un puissant artefact qui se trouve être une auracite ainsi que toutes les notes de recherche de Jenomis. La famille du dramaturge s'est en effet consacrée à la découverte du véritable récit de l'histoire des Braves du Zodiaque et demande l'aide du joueur dans cette entreprise. Ce patch introduit également le premier défi avec le niveau de difficulté « Ultimate », L'Abîme Infini de Bahamut, ainsi que le niveau extrême pour le défi de Shinryu, un nouveau PvP - Ailes rivales -, la possibilité de défier des donjons avec des escadrons d'aventuriers contrôlés par IA et un nouveau quartier résidentiel pour joueurs à Kugane. |
| 4.2         | Rise of a New Sun   | 30 janvier 2018   | La principale nouveauté de ce patch est le raid Oméga: Sigmastice, dans lequel le joueur défie de nouvelles créatures artificiellement recréées par Oméga dont un clown dément nommé Kefka. Oméga essaie de comprendre comment l'aventurier peut être si puissant et en arrive à la conclusion que c'est l'instinct de survie face à un danger mortel le pousse à transcender ses limites. Une nouvelle menace est posée par Ôryû, un monstre ancien dont le sceau s'affaisse après des milliers d'années d'emprisonnement. Genbu, l'un des quatre animaux, confie la charge au héros d'apaiser la rage furieuse de ses trois comparses afin qu'ils puissent sceller à nouveau le sceau de Ôryû, à commencer par Byakko, le tigre blanc. Enfin, la première section d'Eurêka, Anemos, est introduite lors de ce patch de même qu'une nouvelle arène PvP pour The Feast. |
| 4.3         | Under the Moonlight | 22 mai 2018       | Ce patch fait continuer le raid « Retour à Ivalice » avec le Phare de Ridorana. Les joueurs s'y rendent à la poursuite de Ba'Gamnan, qui a sombré dans la folie à cause du pouvoir de l'auracite. En tant qu'ancien capitaine de l'armée de Dalmasca, il souhaite se venger de l'Empire qui a rasé son pays. Lorsque l'auracite le transforme en un dragon, Yiazmat, le groupe le bat et récupère l'artefact. À Doma, les joueurs ont la possibilité de contribuer aux efforts de reconstruction de la cité. Ce patch introduit également un nouveau défi Ultimate, La Fantasmagorie d'Ultima, la section suivante des aventures d'Eurêka, Pagos, ainsi qu'un nouveau donjon sans fond de 100 étages, le Pilier des Cieux. Enfin, à la demande générale, le costume de lapin est enfin devenu accessible aux personnages masculins. |
| 4.4         | Prelude in Violet   | 18 septembre 2018 | Les raids Oméga s'achèvent dans ce patch avec la sortie d'Oméga: Alphastice. Alors que le GdL est sorti victorieux du tournoi organisé par l'entité éponyme, cette dernière défie directement le héros. Après sa défaite, Oméga se reconfigure en une forme humanoïde, affirmant que c'est la clef du pouvoir du GdL. Oméga est définitivement vaincu et finit par se désintégrer après que Cid lui ait appris que la véritable force provient de la volonté et du cœur, non de la force brute ou de l'expérience. Alpha est remis en liberté par les Forges de Garlond et s'en va explorer le monde. Le joueur a également la possibilité de défier à nouveau l'un des quatre animaux, Suzaku l'oiseau vermillon, et d'explorer la nouvelle section d'Eurêka, Pyros. |
| 4.5         | Requiem for Heroes  | 8 janvier 2019    | Publié en plusieurs parties, ce patch met en place les événements qui vont mener à l'intrigue de Shadowbringers. Le raid « Retour à Ivalice » se termine par le Monastère d'Orbonne. Le joueur requiert l'aide de la Résistance dalmascane pour localiser ce monastère où un mal ancien incarné par Ultima, la Grande Séraphine, met tragiquement fin à l'histoire des Braves du Zodiaque. Ultima va attirer le joueur au plus profond de son domaine afin qu'il la libère de sa prison. Après l'avoir vaincue, le GdL s'en retourne auprès de Jenomis qui est en train d'écrire une pièce de théâtre pour raconter la véritable histoire des Braves du Zodiaque en y intégrant le rôle d'un héros, Ramza, dont le nom avait été effacé dans toutes les mémoires. La quête des quatre animaux prend également fin après un nouveau défi face à Seiryu. Les quatre animaux apaisés parviennent alors à contenir et réparer le sceau renfermant Ôryû. La dernière section d'Eurêka, Hydatos, permet de débloquer la nouvelle instance du raide de L'Arsenal de Baldesion. Les nouvelles fonctionnalités introduites par ce patch sont le nouveau job limité du mage bleu ; un nouveau terrain de combat pour les Ailes rivales, la Gorge dérobée ; la possibilité de voyager vers d'autres serveurs à condition qu'ils soient réunis au sein du même centre de données grâce au nouveau système de voyage inter-Monde ; et enfin l'implémentation du mahjong comme mini-jeu. |

### Musique
Masayoshi Soken a composé la majorité de la bande originale de l'extension (plus de 100 pistes) en plus de ses fonctions de directeur du son. Nobuo Uematsu a composé les deux pistes vocales, "Stormblood" et "Revolutions" ; la première est une collaboration avec Soken et la seconde sert de thème principal à l'extension. Susan Calloway a fait son retour en tant que chanteuse des principales musiques du jeu. Soken a utilisé "la marche et l'invasion militaires" comme inspiration centrale pour la bande sonore, créant un contraste entre les puissantes marches militaires et "ceux qui sont à la merci" de cet empiètement. Ainsi, l'hymne national d'Ala Mhigo, "The Measure of His Reach", existe en deux versions : l'originale est celle utilisée sous l'occupation garlemaldaise et comporte des sons plus durs et des paroles plus violentes que la version chantée à la libération de la cité. Le motif musical du refrain de "Stormblood" réapparaît plusieurs fois dans la bande sonore avec une instrumentation et des styles différents pour correspondre au contexte. En raison du cadre de la nouvelle extension, Soken a incorporé des instruments asiatiques dans son orchestration et a a choisi d'en réduire le nombre utilisé dans les thèmes de zone, comme celui de Yanxia qui n'est composé qu'à l'aide d'une harpe et d'un kokyū. Il a révélé être particulièrement fier de son travail sur les thèmes de combat face à Shinryu et Tsukuyomi, qui reprennent respectivement les motifs de "Stormblood" et du thème de Yanxia. Chaque phase du thème de combat de Tsukuyomi est un hommage à l'un des différents aspects de la vie de ce personnage tourmenté qu'est Yotsuyu. Ce thème, "Wayward Daughter", est celui qui a reçu le plus de votes dans une sondage mené auprès des joueurs pour sélectionner la liste des pistes qui entreraient dans l'album de compilation "Best of Final Fantasy XIV".
Final Fantasy XIV: Stormblood Original Soundtrack rassemble toute la musique depuis le lancement du pack d'extension jusqu'à celui du patch 4.3, "Under the Moonlight". L'album est publié par Square Enix le 4 juillet 2018, sur disque Blu-ray et comprend un code pour obtenir une mascotte exclusive "Poupée Tsukuyomi" dans le jeu. L'album a reçu les éloges de Harry Gill d'Original Sound Version, qui a apprécié le budget accru et les valeurs de production offertes par la nouvelle extension. Il a relevé la musique de boss de Lakshmi, "Beauty's Wicked Wiles", comme son thème de combat préféré dans tout le jeu et a estimé que la bande-son dans son ensemble était plus forte encore que celle de l'extension précédente. Bien qu'il ait estimé que "Revolutions" était moins bon que les autres thèmes vocaux, Greg Fisher de Video Game Music Online a été impressionné par la capacité de Soken à maintenir une qualité constante sur une partition aussi large et éclectique.

## Réception
Stormblood a poursuivi sur la lancée positive établie depuis Heavensward et de nombreuses critiques la qualifient même de meilleure que l'extension précédente,. Ainsi, l'accueil de l'extension a été « généralement favorable » pour les versions PC et PlayStation 4 d'après l'agrégateur de critiques Metacritic. Sur les 39 avis sondés par OpenCritic, 92 % ont recommandé le jeu, avec une note moyenne de 88/100 pour les meilleurs critiques. Stormblood s'est vendu à 33 000 unités dans les versions standard et Complete Edition au Japon au cours de sa première semaine, ce qui en fait le jeu vidéo le plus vendu de la semaine dans le pays. L'extension a dépassé les attentes des développeurs en termes d'accueil critique et de nombre de ventes.
Les critiques ont fait l'éloge de l'histoire du jeu. Mike Williams de USgamer a salué la retenue du jeu dans le développement de la complexité du récit et l'augmentation de l'investissement émotionnel dans les personnages, la qualifiant de « slow burn ». Mike Fahey de Kotaku a déclaré que le jeu a fait du bon travail pour maintenir un rythme rapide et la motivation du joueur. Simon Parkin d'Eurogamer a apprécié l'influence de Yasumi Matsuno sur la tonalité de l'histoire. De nombreux critiques ont souligné les thèmes du jeu sur la nature de la guerre et du colonialisme pour fonder leurs éloges. D'autres, dont Williams et Sam Prell de GamesRadar+, ont noté que l'excellente écriture des antagonistes était une aubaine pour l'histoire.
Les réactions à d'autres aspects du rythme du jeu furent plus mitigées. La plupart des critiques s'accordèrent à dire que les nouvelles quêtes secondaires manquaient encore, bien que Fahey ait reconnu que leur variété constituait une amélioration par rapport à l'extension précédente. De ce fait, Prell estima que l'équilibre entre les quêtes d'histoire et le reste du jeu n'était pas équilibré, une critique également formulée par Leif Johnson d'IGN et Steven Messner de PC Gamer. D'un autre côté, les critiques recommandèrent aux joueurs d'éviter les objets payants « contes d'aventure de jobs et de l'épopée » pour qu'ils puissent profiter de l'histoire par eux-mêmes.
Divers aspects du gameplay et du système de combat ont reçu des éloges quasi universels. Chris Carter de Destructoid a décrit les combats comme « élégants et engageants » et Prell et Messner ont été impressionnés par le défi du boss Susano, ce dernier le comparant à Metal Gear Rising. Les changements apportés au niveau du système de combat ont également été bien accueillis, notamment la rationalisation des actions de rôle et de l'introduction des nouveaux jobs, la consolidation des statistiques sous-utilisées, et l'interface utilisateur de la jauge de job. Une autre caractéristique constante des critiques était l'éloge des deux nouvelles classes de job, le mage rouge et le samouraï. L'alternance des attaques de mêlée et à distance du mage rouge a reçu une critique élogieuse, le samouraï a été loué pour son système de combo, et les deux ont été félicités pour avoir fourni des expériences de jeu uniques. Enfin, Carter et Messner ont pris le temps de vanter les améliorations apportées au PvP, Messner rappelant qu'il s'agissait de « l'une de [ses] activités préférées dans Stormblood ».
Les critiques ont applaudi la conception artistique et environnementale de l'extension. Ginny Woo de GameSpot a estimé que les zones à thème asiatique étaient « bien intégrées » dans l'histoire. Johnson a vu « de nouveaux sommets de créativité » dans les plaines sauvages de la steppe d'Azim inspirée de la Mongolie. Carter a noté que le mode de résolution 4K sur PlayStation 4 Pro était une fonctionnalité impressionnante. L'accueil pour l'ajout du gameplay de natation a été moins enthousiaste. Bien que Fahey ait trouvé les environnements sous-marins visuellement attrayants, il a conclu qu'ils étaient « terriblement sous-exploités », un ressenti partagé par Carter.
Dans l'ensemble, les critiques ont considéré Stormblood comme une amélioration par rapport à Heavensward. Fahey a observé que le jeu était « l'un des rares [MMORPG] capables de maintenir un modèle d'abonnement mensuel sur la durée ». Carter a conclu que l'extension suivait la « même routine que le jeu de base », mais a admis que « cette routine est payante ». Au cours du cycle de récompenses de 2017, l'extension a remporté le prix du « Meilleur MMO » de Game Informer, Bleeding Cool, et RPGamer. Il a également été le choix de l'éditeur pour le « Meilleur contenu post-game » sur le blog PlayStation. Au cours du cycle de l'année 2018, le jeu a remporté le prix du « Meilleur MMO » de Massively OP.